# Venusia cambrica
Venusia cambrica is een nachtvlinder uit de familie van de spanners (Geometridae). De soort is typesoort van het geslacht Venusia.
De voorvleugellengte  van deze vlinder is 13 tot 15 millimeter. De lichtgrijze voorvleugel heeft zwarte en bruine dwarslijnen. Twee naar buiten stekende zwarte lijntjes aan de buitenste van de zwarte dwarslijnen, ongeveer midden in de vleugel, zijn het opvallendste kenmerk. Er komen exemplaren voor met geheel donkere vleugel.
De soort gebruikt lijsterbes en soms berk als waardplanten. De soort vliegt in een jaarlijkse generatie van halverwege juni tot augustus. De rups is te vinden van juli tot september. De pop overwintert. 
De soort komt voor over het Palearctisch en Nearctisch gebied. In België is de soort zeldzaam. In Nederland is de soort voor zover bekend niet waargenomen.
De wetenschappelijke beschrijving van de soort werd voor het eerst geldig gepubliceerd in 1839 door John Curtis.